# Cerveja Moretti
A Cerveja Moretti (em italiano Birra Moretti) é uma empresa italiana especializada na produção de cerveja, fundada no ano de 1859 em Udine na Itália por Luigi Moretti.
Em 1996 a marca foi vendida para a sociedade holandesa Heineken. A Cerveja Moretti é uma das cervejas mais vendidas na Itália e discretamente famosa no exterior.